# Мікаель Фолоруншо
Мікаель Фолоруншо (італ. Michael Folorunsho, нар. 7 лютого 1998, Рим) — італійський футболіст, півзахисник «Наполі». На правах оренди захищає кольори «Фіорентини».

## Ігрова кар'єра
Народився 7 лютого 1998 року в Римі у родині вихідців із Нігерії. Займався футболом у низці італійських команд, а 2014 року приєднався до академії столичного «Лаціо».
У дорослому футболі дебютував 2017 року виступами за третьолігову команду «Віртус Франкавілла», у якій провів два сезони, взявши участь у 61 матчі чемпіонату. Більшість часу, проведеного у складі, був основним гравцем команди.
13 липня 2019 року уклав повноцінний контракт із вищоліговим «Наполі», утім продовжив виступи на рівні Серії C, перейшовши за декілька днів на правах оренди до «Барі». 
Протягом 2020–2023 років продовжував їздити по орендах, встигнувши пограти у другому дивізіоні італійської першості за «Реджину», «Порденоне» та той же «Барі».
У сезоні 2023/24 дебютував на рівні елітного італійського дивізіону у складі «Верони», до якої також був направлений на орендних правах і де став ключовим гравцем центру поля. Повернувшись влітку 2024 року до «Наполі», дебютував у складі його головної команди, проте не став гравцем її основного складу і на початку 2025 року був знову відданий в оренду, цього разу до «Фіорентини».

## Кар'єра у збірній
Не маючи досвіду виступів за юнацькі або молодіжні збірні, у березні 2024 року 26-річний гравець отримав свій перший виклик до національної збірної Італії, щоправда в її іграх тоді на поле не виходив. 23 травня 2024 року був включений до попередньої розширеної заявки італійців на Євро-2024.
Уперше вийшов на поле у складі збірної 9 червня 2024 року в рамках підготовки до континентальної першості, у товариській грі проти боснійців. За тиждень з'явився на поле наприкінці гри проти албанців вже в рамках групового етапу Євро-2024.
| Дата      | Місто    | Господарі | Результат | Гості                | Турнір             | Голи | Примітки |
| --------- | -------- | --------- | --------- | -------------------- | ------------------ | ---- | -------- |
| 9-6-2024  | Емполі   | Італія    | 1 – 0     | Боснія і Герцеговина | товариський матч   | -    | 76'      |
| 15-6-2024 | Дортмунд | Італія    | 2 – 1     | Албанія              | ЧЄ 2024 - 1-й етап | -    | 90+2'    |
| Усього    |          | Матчів    | 2         |                      | Голів              | 0    |          |